# تشانس فراي
تشانس فراي (بالإنجليزية: Chance Fry)‏ هو لاعب كرة قدم ومدرب كرة قدم أمريكي، ولد في 29 يونيو 1964 في بالفيو في الولايات المتحدة. شارك مع منتخب الولايات المتحدة لكرة القدم. أما مع النوادي، فقد لعب مع تلسا رافنكس وسان خوسيه إيرثكويكس ونيويورك كوسموس.